# Jacobus de Kerle
Jacobus de Kerle (Ypres, 1531 o 1532 – Praga, 7 gennaio 1591) è stato un compositore e cantore fiammingo.
Fu uno degli ultimi esponenti della scuola franco fiamminga.
Dal 1555 visse in Italia e fu attivo presso una chiesa di Orvieto. Nel 1562, durante il Concilio di Trento, fu a Roma al servizio dell'arcivescovo di Augusta e successivamente, nel 1565, tornò nella città natale, dove rimarrà due anni. Dal 1567 fu attivo come direttore del coro del Duomo di Augusta e nel 1575 si trasferì al monastero di Kempten. A Cambrai fu attivo come cantore a partire dal 1579 e nel 1582 fu per una breve periodo direttore di coro a Colonia. Nel settembre dello stesso anno fu nuovamente ad Augusta e in ottobre alla corte di Vienna. L'anno successivo si stabilì definitivamente a Praga, dove morì 9 anni dopo.
Egli compose prevalentemente musica sacra, mottetti, vespri e messe, nella quale combina la polifonia della scuola franco fiamminga, della generazione successiva a Josquin Desprez, con quella della scuola romana (musica) di Palestrina. Oltre all'ovvio uso del linguaggio polifonico, introduce nei suoi lavori anche l'omofonia e cromatismi.